# Гурницька Наталія Зенонівна
Наталія Зенонівна Гурницька (нар. 7 вересня 1967, Львів) — українська письменниця.

## Життєпис
Після закінчення економічного факультету Львівського національного університету імені Івана Франка протягом тривалого часу працювала за фахом.
Мешкає з родиною у Львові.

## Творчість
Дебютний роман Гурницької «Мелодія кави у тональності кардамону» — драматична історія забороненого кохання юної дівчини-сироти до набагато старшого за неї одруженого польського шляхтича, яка розгортається в атмосфері Львова XIX сторіччя, став одним із лідерів продаж в Україні за рейтингом книгарень. На його створення письменницю надихнула історія бабусі Андрея Шептицького Софії Яблоновської. Перший тираж цього роману Наталія видала власним коштом. Обкладинку робила її донька, папір подарував тато, обкладинку друкував колега чоловіка. Книга вийшла накладом приблизно у 600 примірників і розповсюджувалася тільки на Форумі видавців і через єдину книжкову крамницю. Потім за порадою Олени Печорної Гурницька віддала роман у видавництво «Клуб сімейного дозвілля», який взяв книгу до друку. Потім було ще декілька перевидань і загальний тираж роману сягнув понад 100 000 екземплярів. Популярною стала також наступна книга Гурницької «Мелодія кави у тональності сподівання», яка стала продовженням першої. Український культурний фонд виділив кошти на зняття серіалу за цими двома романами. Письменниця працює і над третьою частиною трилогії.
Наступним романом Наталії Гурницької став «Багряний колір вічності» — книга про часи, коли відбулася радянська анексія західноукраїнських земель, часів довоєнного Львова і до сьогодення. Сюжет книги перетинається з подіями Революції гідності, АТО. Роман є окремою книгою від попередніх двох, але його головна героїня є праонукою головної героїні перших двох романів.
Наталія Гурницька також є співавторкою книги «Львів. Кава. Любов» разом з Галиною Вдовиченко, Дарою Корній, Вікторією Гранецькою, Нікою Нікалео та Тетяною Белімовою та іншими.